# 시드니 올트먼
시드니 올트먼(영어: Sidney Altman, 1939년 5월 7일 ~ 2022년 4월 5일)은 캐나다 태생의 미국의 분자생물학자이다. 1989년에 RNA의 촉매 작용을 발견한 공로로 토머스 체크와 함께 노벨 화학상을 수상했다.

## 수상 경력
- 1989년: 노벨 화학상
- 2016년: 로모노소프 황금 메달

## 저서·논문
- Altman, Sidney (2007). “A view of RNase P.”. 《Mol Biosyst》 (Sep 2007) 3 (9): 604–7. doi:10.1039/b707850c. PMID 17700860.
- Altman, S; Baer, M F; Bartkiewicz, M; Gold, H; Guerrier-Takada, C; Kirsebom, LA; Lumelsky, N; Peck, K (1989). “Catalysis by the RNA subunit of RNase P—a minireview.”. 《Gene》 (1989년 10월 15일) 82 (1): 63–4. doi:10.1016/0378-1119(89)90030-9. PMID 2479591.